# Echinopsis deserticola
Echinopsis deserticola är en kaktusväxtart som först beskrevs av Erich Werdermann, och fick sitt nu gällande namn av H. Friedrich och Gordon Douglas Rowley. Echinopsis deserticola ingår i släktet Echinopsis och familjen kaktusväxter. Inga underarter finns listade i Catalogue of Life.

## Bildgalleri

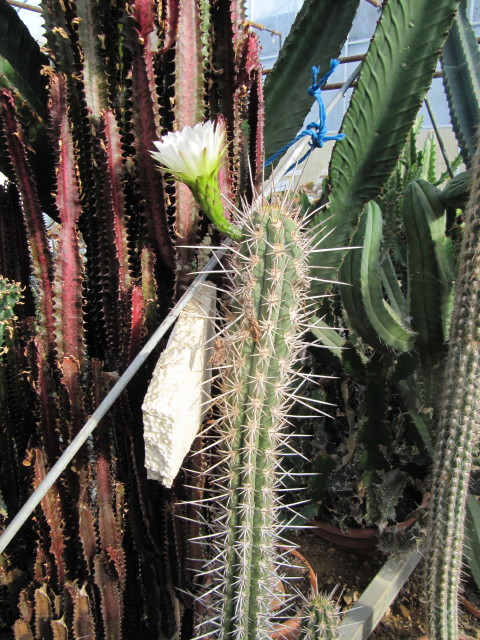
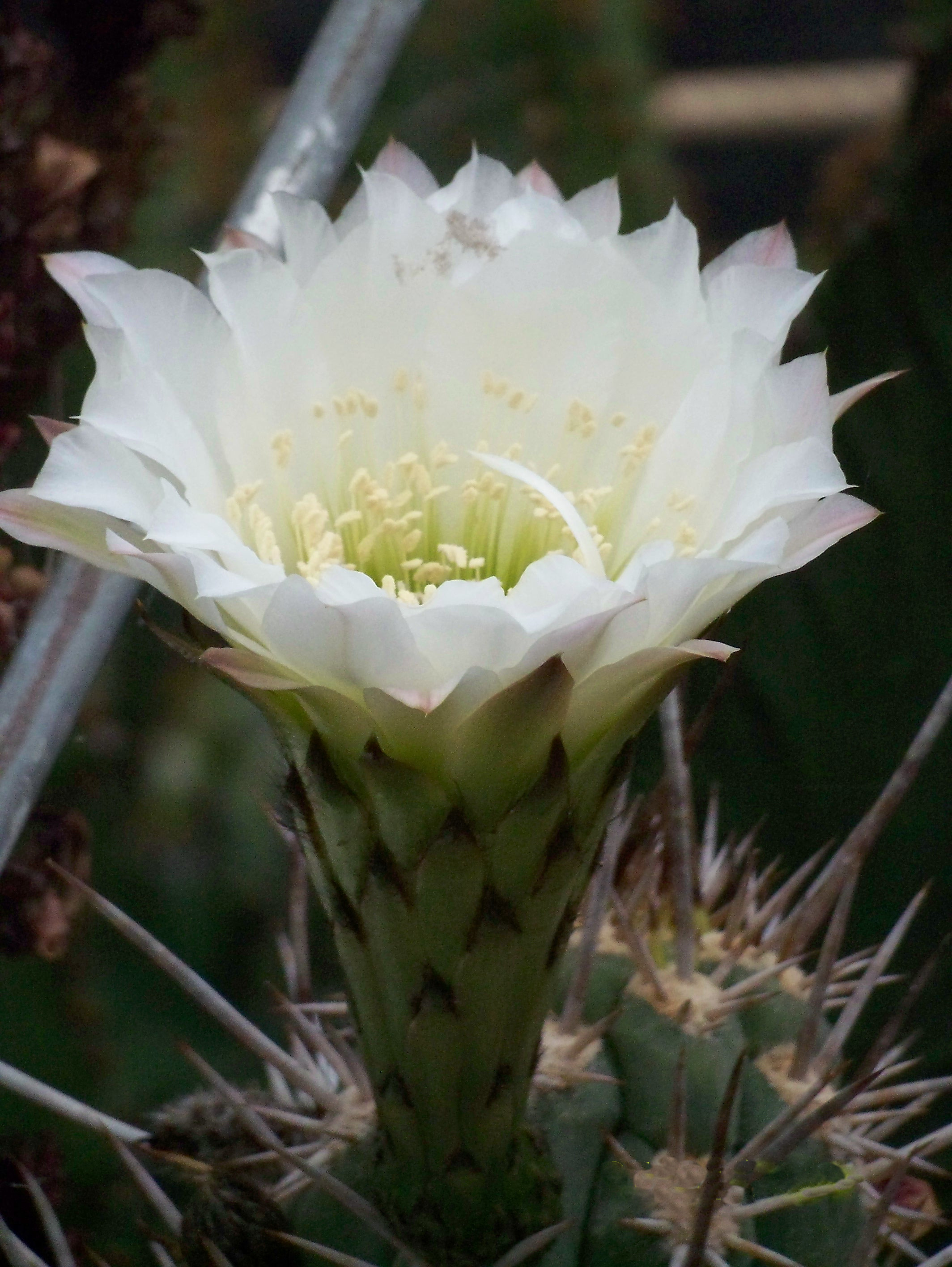
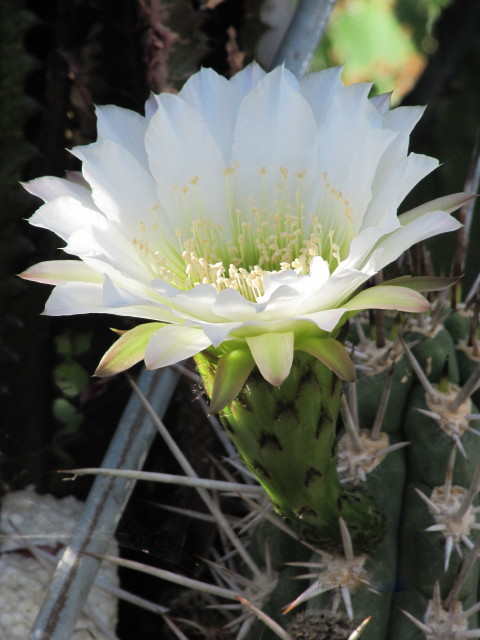
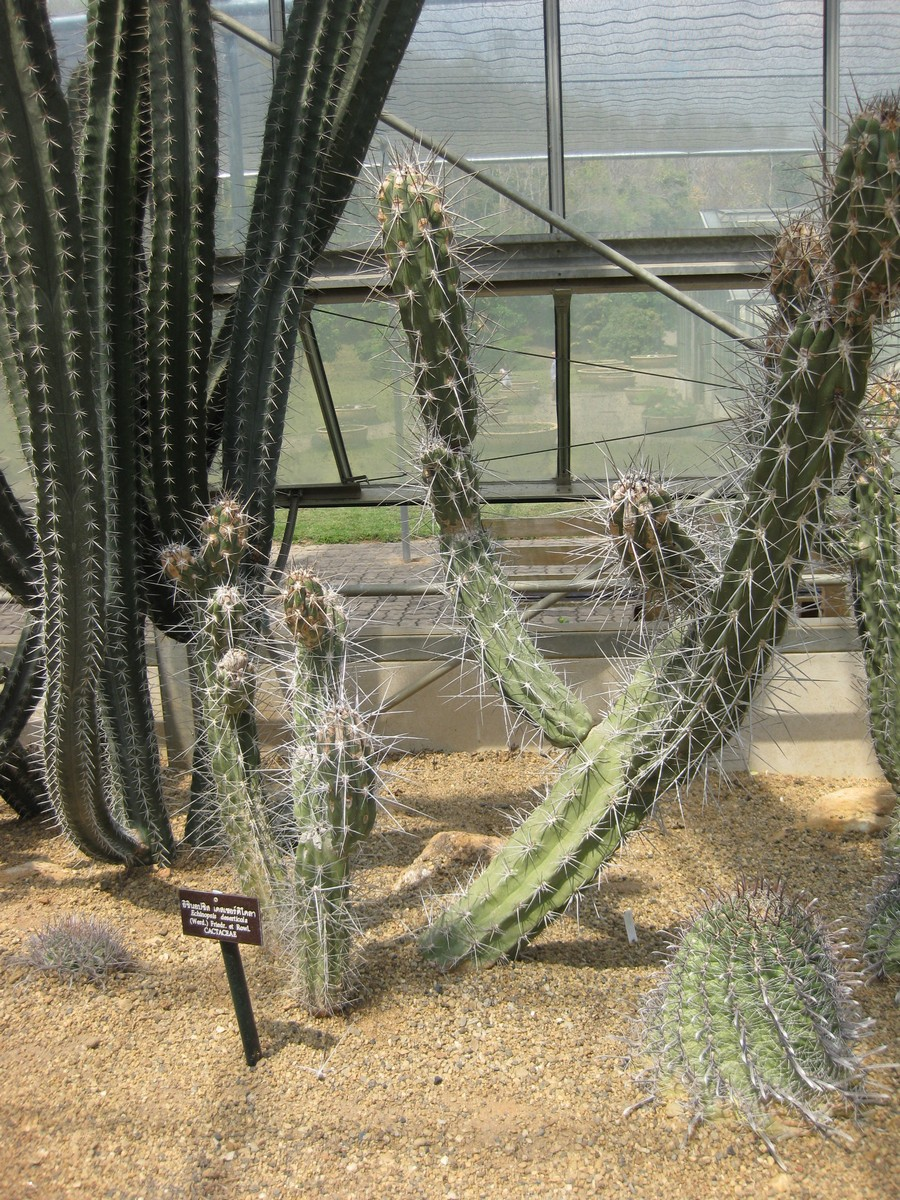
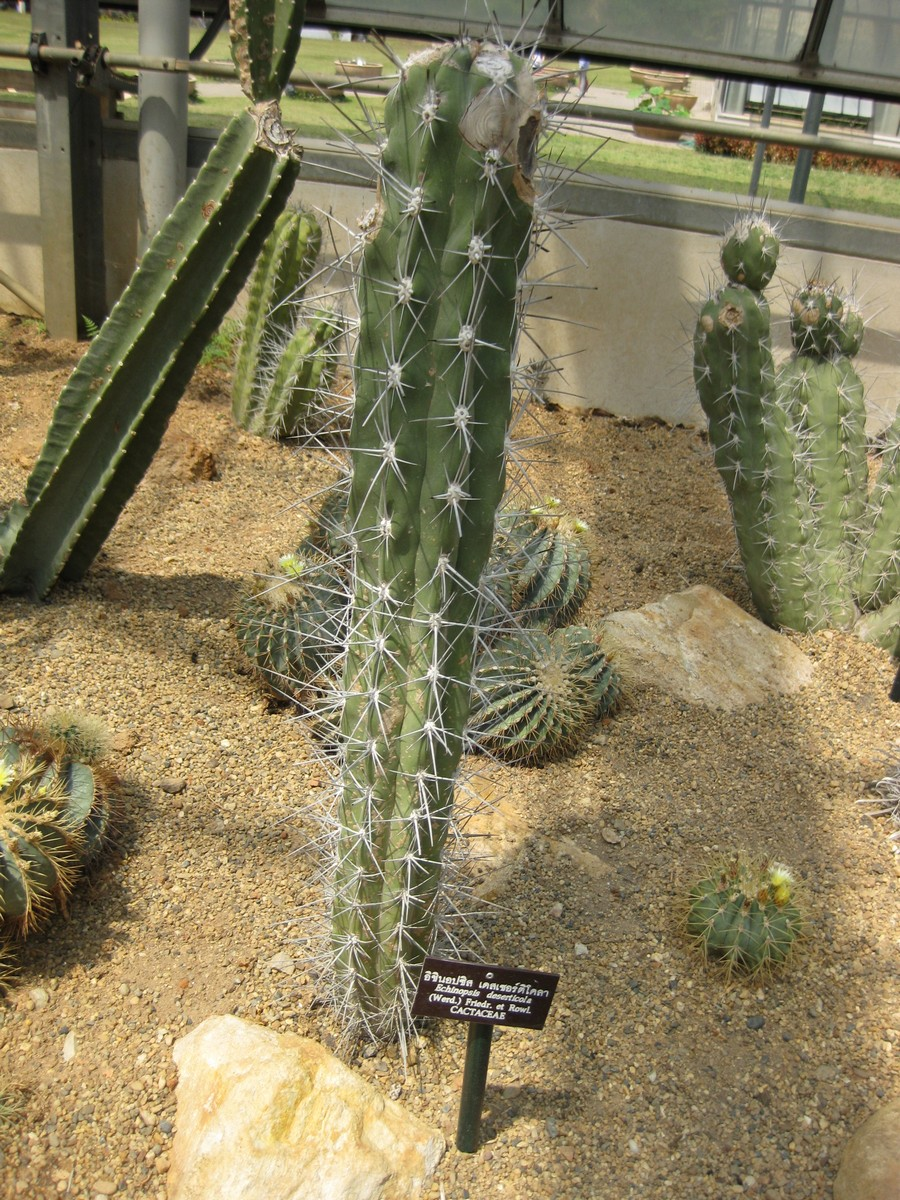